# Clytia gracilicaulis
Clytia gracilicaulis är en nässeldjursart som först beskrevs av John Fraser 1938.  Clytia gracilicaulis ingår i släktet Clytia och familjen Campanulariidae. Inga underarter finns listade i Catalogue of Life.